# Ascetosporea
Ascetosporea es un grupo de protistas parásitos de animales, especialmente de invertebrados marinos, que producen esporas (lo que justifica el nombre del grupo). La esporas consisten en una o más células uninucleadas o multinucleadas y no presentan estructuras complejas, tales como filamentos o túbulos polares, encontradas en otros organismos similares. Ascetosporea comprende varios grupos bastante diferentes morfológicamente pero que aparecen juntos en los árboles moleculares, cerca de la base de Cercozoa:
- Claustrosporida produce esporas uninucleadas con haplosporosomas, con una pared que se forma en la superficie, no intracelularmente como en Haplosporida, y que carece de abertura, opérculo y língula.

- Haplosporida presenta esporas de un solo núcleo y una abertura en un extremo, cubiertas por un diafragma interno o por una tapa con bisagras distintiva. Se desarrollan dentro de las células del huésped, generalmente un molusco o un anélido marino, aunque también infectan a otros grupos o a especies de agua dulce. La célula trófica es generalmente multinucleada.[3]

- Paradinida, a diferencia de otros ascestosporeos presentan una fase de dispersión con dos flagelos desiguales. Son parásitos marinos de crustáceos con fase trófica plasmodial multinucleada.

- Paramyxida se desarrolla dentro del sistema digestivo de invertebrados marinos y produce esporas multicelulares sin abertura.